# شبه‌ژن
ژن‌های کاذب یا ژن‌نماها (انگلیسی: Pseudogene) بستگان ناکارآمد از ژن‌ها هستند که توانایی خود را برای ترجمه شدن به پروتئین از دست داده‌اند یا دیگر در سلول خود، بیان نمی‌شوند. ژن‌های کاذب اغلب از تجمع چندجهش در یک ژن که محصول آن ژن برای بقای ارگانیسم ضروری نیست، به وجود می‌آیند. برخی از ژن‌های کاذب ممکن است به نحوی فعالیت خود را بازیابند. این ژن‌ها را ژن‌نماهای عملکردی (انگلیسی: Functional pseudogenes)می‌نامند.